# Джэси Джейн
Тейлор Градо (англ. Taylor Grado, род. 2 июня 1996, Клируотер, Флорида) — американская женщина-рестлер, выступающая в WWE на бренде NXT под именем Джэси Джейн (англ. Jacy Jayne), бывшая участница группировки «Токсичное влечение». Она бывшая двукратная командная чемпионка NXT среди женщин вместе с Джиджи Долин. Градо начала свою карьеру под именем Эйвери Тейлор, выступая в World Xtreme Wrestling (WXW).

## Карьера в рестлинге

### Ранняя карьера (2018—2020)
Градо начала свою карьеру, пройдя тренировки в World Wrestling Academy во Флориде. После 4 месяцев тренировок она уже начала работать на шоу. Под именем Эйвери Тейлор Градо дебютировала в рестлинге около 30 мая 2018 года в American Combat Wrestling (ACW). В дальнейшем она сделала карьеру в рестлинг-промоушенах Флориды, включая ACW, Shine Wrestling, Evolve и Full Impact Pro. Она стала трёхкратной чемпионкой среди женщин, включая два женских титула в American Combat Wrestling и один женский титул в World Xtreme Wrestling.

### WWE (с 2020)
Градо дебютировала на телевидении 23 сентября 2020 года в эпизоде NXT, во время которого она участвовала в баттл-рояле, выигранном Кэндис Ле Рей. 24 февраля 2021 года стало известно, что Градо подписала контракт с WWE. Она дебютировала под новым именем Джэси Джейн в эпизоде NXT от 20 июля в матче, проигранном против Фрэнки Моне.

## Титулы и достижения
- American Combat Wrestling
  - Чемпион ACW среди женщин (2 раза)[4]
  - Турнир за претенденство № 1 на титул чемпиона ACW среди женщин (2018)[5]
- Pro Wrestling Illustrated
  - № 49 в топ 100 женщин-рестлеров в рейтинге PWI Women’s 150 в 2022[6]
- World Xtreme Wrestling
  - Чемпион WXW среди женщин (1 раз)[7]
- WWE
  - Командный чемпион NXT среди женщин (2 раза) — с Джиджи Долин[8][9]